# ATAF

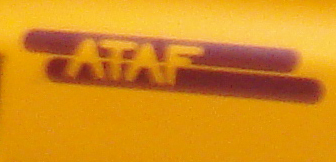
Logo de l'ATAF

L'ATAF (Azienda di Trasporti dell'Area Fiorentina), és una societat per accions des de 2001, que gestiona el transport públic a Florència i la seva província.
Des de l'1 de novembre de 2021, la xarxa d'autobusos de Florència és gestionat per la multinacional RATP, a través de la filial Autolinee Toscane, que ja s'ha adjudicat un contracte prèviament convocat per la Regió Toscana.

## Parc d'autobusos
El detall d'aquests autobusos amb les principals característiques i números de sèrie:
- 3 Mercedes Sprinter CNG 7 m (nombre en sèrie 213-215);
- 2 Rampini Alè 7,8 m (nombre en sèrie 316-317);
- 8 Mercedes Sprinter CNG 7 m (nombre en sèrie 321-328);
- 6 Mercedes Sprinter CNG 7 m (nombre en sèrie 329-334);
- 12 Tecnobus Gulliver U500 ESP elèctric 5 m (nombre en sèrie 1330-1341);
- 3 Tecnobus Gulliver U500 ESP elèctric 5 m (nombre en sèrie 1342-1344);
- 1 BredaMenarinibus Zeus 5,9 m (nombre en sèrie 1345);
- 8 BredaMenarinibus Vivacity + CU CNG 8 m (nombre en sèrie 1505-1508; 1509-1512);
- 2 Iveco Europolis (nombre en sèrie 2114-2115);
- 29 Iveco Cityclass 491.10.27 (nombre en sèrie 2401-2429);
- 17 Mercedes Citaro C2 10 m (nombre en sèrie 2431-2448);
- 85 BredaMenarinibus M240 LU 12 m (nombre en sèrie 3401-3485);
- 25 BredaMenarinibus Avancity + LU (nombre en sèrie 3486-3499; 3569-3581);
- 1 Iveco Cityclass 491.12.29 (nombre en sèrie 3568);
- 2 Iveco Cityclass 491.10.27 (nombre en sèrie 3582-3583);
- 80 Irisbus Cityclass CNG 491.12.24 (nombre en sèrie 3665-3744);
- 16 BredaMenarinibus Avancity + LU CNG (nombre en sèrie 3745-3760);
- 50 BredaMenarinibus M321U 18 m (nombre en sèrie 4052-4102);
- 14 Mercedes Citaro C2 18,3 m (nombre en sèrie 4701-4714);
- 76 Mercedes Citaro C2 12 m (nombre en sèrie 5301-5376).

## Rutes principal
L'ATAF gestiona línies urbanes i interurbanes. El servei s'estén als municipis veïns de Bagno a Ripoli, Calenzano, Campi Bisenzio, Fiesole, Greve in Chianti (per la localitat de S.Polo), Impruneta, Lastra a Signa, Montelupo Fiorentino, Scandicci, Sesto Fiorentino, Signa, Vaglia (per la localitat de Pratolino)
| Tipus de línia | Número  | Trajecte |
| -------------- | ------- | --- |
| Radial         | 1A      | Via Faentina Estació Salviati ↔ T1 Strozzi Fallaci                                                                                        |
| Radial         | 1B      | Le Cure Via Boccaccio ↔ T1 Strozzi Fallaci                                                                                                |
| Radial         | 2       | T1 Piazza Dalmazia ↔ Calenzano |
| Tangencial     | 3       | Le Cure Via Boccaccio ↔ Nave a Rovezzano                                                                                                  |
| Tangencial     | 5       | Soffiano Via del Filarete ↔ Tre Pietre Via Fanfani                                                                                        |
| Diametral      | 6A      | Coverciano Via Novelli ↔ T1 La Federiga ↔ Ospedale di Torregalli                                                                          |
| Diametral      | 6B      | Coverciano Via Novelli ↔ Soffiano ↔ Ospedale di Torregalli                                                                                |
| Radial         | 7       | Piazza della Libertà ↔ Fiesole |
| Tangencial     | 8       | Nave a Rovezzano ↔ T1 Strozzi Fallaci |
| Tangencial     | 9       | T1 Piazza Batoni ↔ T1 La Federiga |
| Radial         | 10      | Piazza della Libertà ↔ Settignano |
| Diametral      | 11      | Salviatino ↔ Galluzzo La Gora |
| Circular       | 12      | (Circular esquerra, sentit antihorari) Rotonda Barbetti → Piazzale Michelangelo → Estació Campo Marte → Estació S.M.N. → Rotonda Barbetti |
| Circular       | 13      | (Circular dreta, sentit horari) Rotonda Barbetti → Viale Mazzini → Piazzale Michelangelo → Rotonda Barbetti                               |
| Radial         | 14A     | Santa Maria Maggiore ↔ Il Girone |
| Radial         | 14B     | Santa Maria Maggiore ↔ Via della Rocca Tedalda                                                                                            |
| Circular       | 16      | Piazza Puccini → T1 Piazza Leopoldo → Piazza Puccini                                                                                      |
| Diametral      | 17      | Via Boito/Parco delle Cascine ↔ Coverciano Viale Verga                                                                                    |
| Diametral      | 17B     | Coverciano Viale Verga ↔ Via Boito |
| Diametral      | 17C     | Coverciano Viale Verga ↔ Parco delle Cascine                                                                                              |
| Diametral      | 20      | Gignoro Via Calasso ↔ Le Panche Largo Caruso                                                                                              |
| Diametral      | 23A     | T2 Viale Guidoni ↔ Sorgane |
| Diametral      | 23B     | T2 Viale Guidoni ↔ Bagno a Ripoli Croce a Varliano                                                                                        |
| Radial         | 25      | Piazza della Libertà ↔ Pian di San Bartolo                                                                                                |
| Radial         | 25A     | Piazza della Libertà ↔ Pratolino |
| Radial         | 28      | T1 Piazza Dalmazia ↔ Sesto Fiorentino Volpaia                                                                                             |
| Radial         | 29      | Rifredi FS Via Vasco De Gama ↔ Peretola (ATAF), Ikea (D/BA/BC), Ingromarket (BA), Motorizzazione Civile (BC)                              |
| Radial         | 30      | Stazione Leopolda T1 Porta al Prato ↔ Campi Bisenzio Piazza Togliatti (B), Campi Bisenzio Via Galilei (A)                                 |
| Radial         | 31      | Piazzale Montelungo ↔ Grassina |
| Radial         | 32      | Piazzale Montelungo ↔ Antella |
| Circular       | 33      | Rifredi FS Via Vasco De Gama → Meyer → Piazza Meyer → Rifredi FS Via Vasco De Gama                                                        |
| Radial         | 35      | Stazione Leopolda T1 Porta al Prato ↔ Indicatore                                                                                          |
| Escolar        | 35B     | Stazione Leopolda T1 Porta al Prato ↔ Magenta (Campi Bisenzio)                                                                            |
| Radial         | 36      | Estació S.M.N. ↔ Cascine del Riccio |
| Radial         | 37      | Estació S.M.N. ↔ Tavarnuzze |
| Estadi         | 52      | Estació S.M.N. ↔ Stadio Comunale |
| Tangencial     | 55      | T1 Cascine ↔ Poggetto |
| Tangencial     | 56      | Piagge FS ↔ Niccolò da Tolentino |
| Radial         | 57      | Piazza Puccini ↔ Calenzano Università |
| Radial         | 68      | Brozzi ↔ T2 Viale Guidoni |
| Circular       | 77      | T1 La Federiga ↔ La Casella |
| Circular       | 78      | T1 La Federiga ↔ La Casella |
| Escolar        | 84      | San Marco Vecchio FS ↔ Gignoro Via Calasso/Via del Mezzetta                                                                               |
| Fàbriques      | 92      | Sesto FS ↔ Campi Bisenzio - I Gigli |
| Centre*        | C1      | Parterre ↔ Piazza Santa Maria Soprarno |
| Centre*        | C2 - C3 | Leopolda ↔ Piazza Beccaria |
| Centre*        | C4      | Piazza Santa Maria Maggiore ↔ Presidio Ospedaliero Palagi                                                                                 |

Notes: 
- Diametral: Uneix dues perifèries pel centre
- Radial: Uneix una perifèria amb el centre
- Tangencial: Uneix dues perifèries sense passar pel centre
- Centre*: Minibús amb ruta circular pel centre històric
- Estació S.M.N. o FS S.M.N. → Estació Central Florència (Santa Maria Novella)

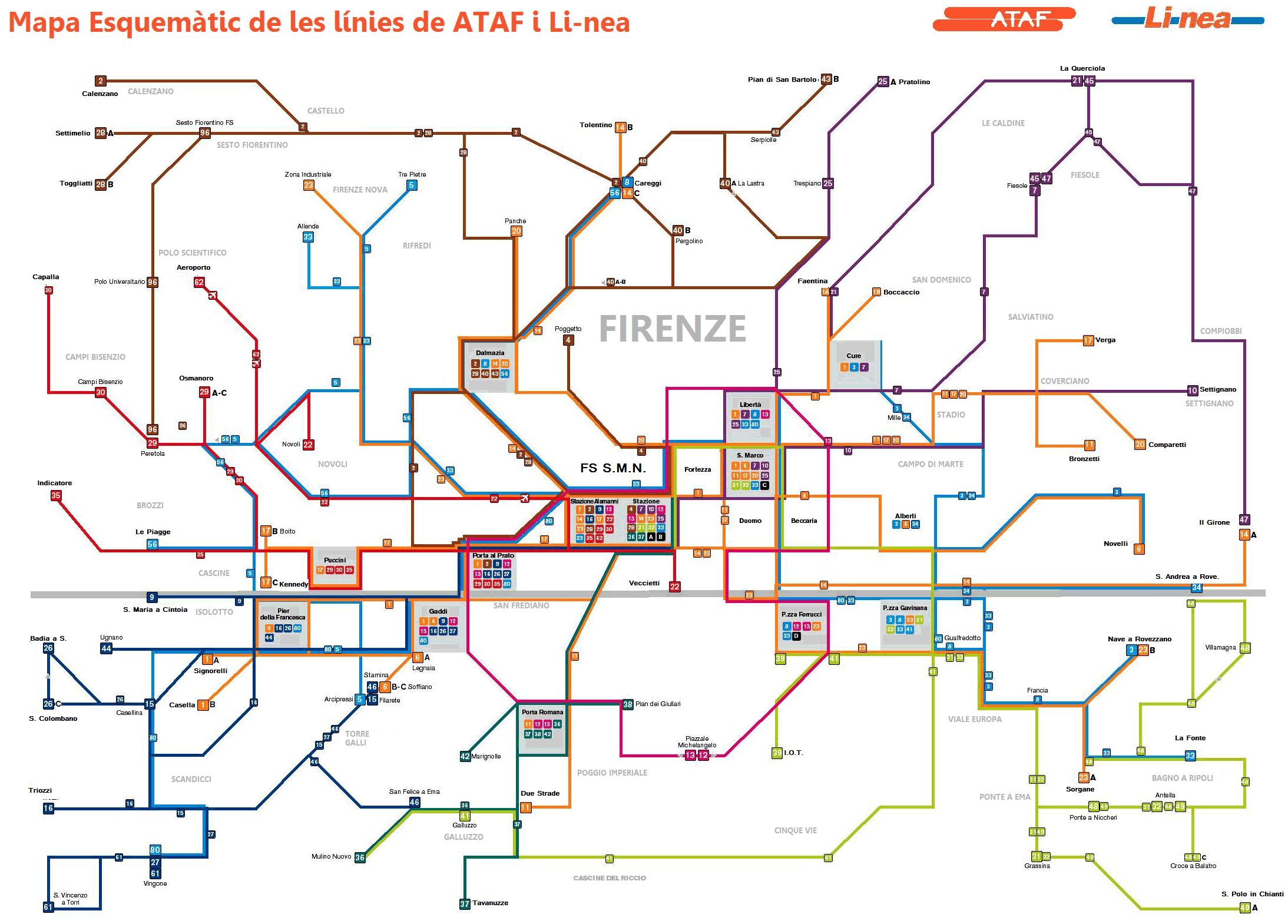
Mapa esquemàtic de les línies de la ATAF i Li-nea